# 李赛高
李赛高（2001年9月1日—），缅甸佤邦勐能县南康伍区八糯乡人，网传为佤邦军政干校大专班学生，网络红人。在中国社交平台上传有穿着佤邦联合軍制服并表演吉他弹唱的视频，2021年7月因翻唱《万疆》、《踏山河》等歌曲走红，高峰時在抖音拥有200万关注者。他在寨子里读完小学后，在中国-缅甸友好协会的资助下，到中国云南省楚雄市和昆明市读初中，并在2021年9月份被推荐至佤邦军政干校大专班学习。有报道称，他自称是“中国远征军”的后代。曾被中国贵州省黔南州贵定县公安局警方在社交媒体上批评称是“缅北电信诈骗集团成员”，社交媒体账号也一度被删除。网络上流传有其涉及“嘎腰子”（活摘肾脏）和“挑手筋”的传言。
李赛高在2022年2月24日接受《封面新闻》采访时称，网络传言不实，他没有参与诈骗，因为一个警务帐号留言造成了网友误会，他已经接受了中国云南省孟连县警方的实地调查，把实际情况上报，正等待后续调查。2月25日，李赛高在抖音发影片回应称，这一误会源于中国河北省石家庄元氏县公安局抖音账号“元氏公安”的一则评论“亨利集团的文艺团”（元氏公安已将该评论删除），并表示他与“亨利集团”并没有任何关系。